# Lewis Dunk
Lewis Carl Dunk (* 21. November 1991 in Brighton) ist ein englischer Fußballspieler. Der Innenverteidiger steht seit 2010 beim Premier-League-Verein Brighton & Hove Albion unter Vertrag und ist seit November 2018 englischer Nationalspieler.

## Karriere
Lewis Dunk durchlief sämtliche Jugendmannschaften seines Heimatvereins Brighton & Hove Albion. Nach starken Leistungen als Kapitän der U-18, unterschrieb er am 30. April 2010 einen zweijährigen Profivertrag bei Brighton & Hove. Am nächsten Tag bestritt Dunk sein Profidebüt für die Seagulls, als er beim 0:0-Unentschieden bei Milton Keynes Dons in der Startformation stand. In seiner zweiten Saison 2010/11 kam er auf acht Einsätze, in der Brighton als Meister der Aufstieg in die Football League Championship gelang. In der folgenden Saison 2011/12 spielte Dunk aufgrund von Verletzungen der nominellen Verteidiger immer häufiger in der Startformation und kam auf 36 Einsätze. Nachdem er in der darauffolgenden Saison nur sporadisch zum Einsatz gekommen war, wurde Dunk am 4. Oktober 2013 für einen Monat an den Drittligisten Bristol City verliehen, um Spielpraxis zu sammeln. In Bristol kam er zu zwei Einsätzen und auch nach seiner Rückkehr saß er in Brighton hauptsächlich auf der Bank.
In der Saison 2014/15 gelang Dunk der Durchbruch, in der er zeitweise auch die Kapitänsbinde tragen durfte. Am 30. August konnte der Innenverteidiger beim 2:2-Unentschieden gegen Charlton Athletic beide Tore Brightons erzielen. In 44 Einsätzen gelangen ihm sieben Tore. Dunk entwickelte sich zu einem unumstrittenen Stammspieler auf seiner Position. Er war auch ein wichtiger Bestandteil der Aufstiegsmannschaft Brightons in der Saison 2017/18.
Im Sommer 2023 verlängerte der zu diesem Zeitpunkt Rekordspieler und Kapitän Brightons seinen Vertrag bis 2026.